# المدفع في العصور الوسطى

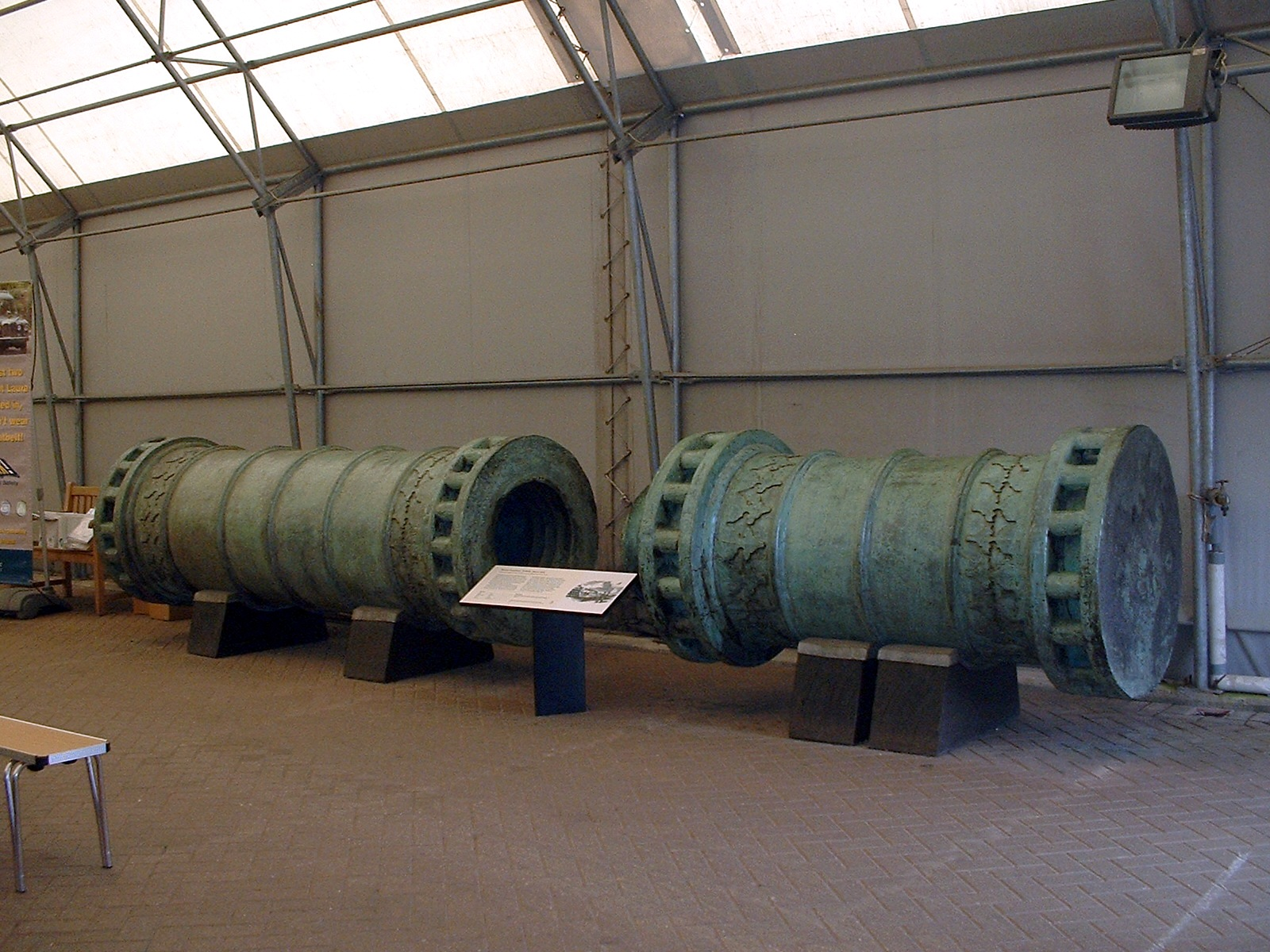
المدفع السلطاني في متححف نيلسون

كانت المدافع في العصور الوسطى ضخمة الانابيب والقذيفة، وتهدف بالأساس إلى إطلاق قذيفة ثقيلة على مسافة طويلة. واستخدمت حينها في الصين وأوروبا والعالم الإسلامي، وهي تمثال من حيث المبدأ المدفعية الحديثة. المدفع الأولى في العالم الإسلامي هو المدفع العثماني الذي استعمله محمد الفاتح في فتح القسطنطينية
سنة 1452م الذي استعان بمهندس مجري يدعى «أوربان» كان بارعًا في صناعة المدافع، فأحسن استقباله ووفر له جميع الإمكانيات المالية والمادية والبشرية. تمكن هذا المهندس من تصميم وتصنيع العديد من المدافع الضخمة كان على رأسها «المدفع السلطاني» المشهور، والذي ذكر أن وزنه كان يصل إلى مئات الأطنان وأنه يحتاج إلى مئات الثيران القوية لتحريكه، وقد أشرف السلطان بنفسه على صناعة هذه المدافع وتجريبها وكان صوت المدفع يأثير أكثر من الضربة الفعلية على الناس التي أول مرة تسمع صوته حيث يبقي فيهم حالة من الهلع الكبير واستخدم أيضا لهدم الاسور أكثر منه لقتل الافراد وقد وثقت موسوعة غينيس للأرقام القياسية مدفع السلطان محمد الفاتح على انه اقدم مدفع في التاريخ 